# Kovas Kaunas

El Kovas Kaunas fue un equipo de fútbol de Lituania que alguna vez jugó en la A Lyga, la primera división de fútbol en el país.

## Historia
Fue fundado en el año 1924 en la ciudad de Kaunas con el nombre LFLS Sanciai por Stasys Sabaliauskas, hasta que en 1923 adoptaron su nombre original por el parentesco que tenía el nombre con el otro equipo de la ciudad de Kaunas, el LFLS Kaunas.
El club incluía en su plantilla a futbolistas provenientes de Europa del Este y de otras partes del continente, los cuales en su mayoría huían de las consecuencias de la Primera Guerra Mundial, además de que el club contaba con secciones en otros deportes como baloncesto, hockey sobre hielo, boxeo y tenis de mesa.
El equipo desapareció en 1945 con la ocupación de la Unión Soviética en Lituania y el club fue reformado como el FK Lokomotyvas Kaunas.

## Palmarés
- Lithuanian Championship (6): 1924, 1925, 1926, 1933, 1935, 1936

## Partidos internacionales
| Club                | Resultado | Sede     | Fecha      |
| ------------------- | --------- | -------- | ---------- |
| Hakoah Wien         | 2:1       | ?        | 1928       |
| SK Ceske Budejovice | 0:1       | Lituania | 1935       |
| Budafok Budapest    | 2:2       | Lituania | 1935       |
| Preussen Gumbinnen  | 5:1       | Kaunas   | 1937       |
| FAC Wien            | 1:1       | Lituania | 1937       |
| Rapid Wien          | 0:0       | Lituania | 1937       |
| Jugoslavija Beograd | 5:2       | Lituania | 1938       |
| AIK                 | 2:5       | Kaunas   | 1939-06-19 |